# Lietuvos Lyga 1932
L'edizione 1932 del Lietuvos Lyga fu l'11ª del massimo campionato di calcio lituano; il titolo fu vinto dal LFLS Kaunas, giunto al suo 4º titolo.

## Formula
Rispetto al campionato precedente il numero di squadre passò a 8, con le promozioni di Makabi Siauliai e Makabi Kaunas: le otto squadre si incontrarono in gare di sola andata, per un totale di sette incontri per squadra; erano assegnati due punti alla vittoria, un punto al pareggio e zero per la sconfitta. Le ultime due squadre classificate retrocessero.

## Classifica finale
|  | Pos. | Squadra            | Pt | G | V | N | P | GF | GS | DR  |
|  | ---- | ------------------ | -- | - | - | - | - | -- | -- | --- |
|  | 1.   | KSS Klaipeda       | 12 | 7 | 5 | 2 | 0 | 29 | 7  | +12 |
|  | 1.   | LFLS Kaunas        | 12 | 7 | 6 | 0 | 1 | 20 | 6  | +14 |
|  | 3.   | LGSF Kaunas        | 8  | 7 | 3 | 2 | 2 | 18 | 9  | +9  |
|  | 4.   | Sveikata           | 8  | 7 | 4 | 0 | 3 | 12 | 9  | +3  |
|  | 5.   | Kovas Kaunas       | 7  | 7 | 2 | 3 | 2 | 18 | 9  | +9  |
|  | 6.   | Makabi Kaunas      | 5  | 7 | 2 | 1 | 4 | 9  | 29 | -20 |
|  | 7.   | Freya VfR Klaipeda | 3  | 7 | 1 | 1 | 5 | 5  | 10 | -5  |
|  | 8.   | Makabi Siauliai    | 1  | 7 | 0 | 1 | 6 | 2  | 34 | -32 |

### Spareggio per il titolo
| Squadra 1   | Risultato | Squadra 2    |
| ----------- | --------- | ------------ |
| LFLS Kaunas | 6 - 1     | KSS Klaipeda |